# I. (album)
I. je debitantski studijski album slovenske avantgardne etno glasbene skupine Širom, ki je izšel 12. januarja 2016 pri Založbi Radia Študent.

## Kritiški odziv
Odziv na album je bil pozitiven. V recenziji za Radio Študent je Sara Korošec album oklicala za "izdajo, ki razkriva osebno  ter odkriva nove svetove in je upravičeno osvetljen biser slovenske glasbene krajine, kljub ali pa ravno zaradi vseh zgrešenih poizkusov opredeljevanja 'slovenskosti'". Borka pa je za Mladino zapisal: "Plošček I. na prvi posluh zveni povsem folkaško, a je veliko več. Je kraljestvo akustike, vijugasta, a ušesu mehka cesta od senzibilnega brenkanja do močnega tapkanja, tehnološko ljudsko, v prijemih sodobno. "
Ob koncu leta je bil vključen na seznam Naj (domače) tolpe bumov 2016, in sicer na 3. mesto. S strani spletne revije Beehype je bil album izbran za 4. najboljši domači album leta.

### Priznanja
| objava        | uvrstitev | seznam                        |
| ------------- | --------- | ----------------------------- |
| Radio Študent | 3.        | Naj (domače) tolpe bumov 2016 |
| Beehype       | 4.        | Best of 2016                  |

## Seznam pesmi
Vse pesmi so napisali Ana Kravanja, Samo Kutin in Iztok Koren.
| Št. | Naslov                         | Dolžina |
| --- | ------------------------------ | ------- |
| 1.  | „Samotni mora dehteti‟         | 5:32    |
| 2.  | „Svetlobni prelaz čez vrnitev‟ | 15:31   |
| 3.  | „Trilogija‟                    | 17:44   |
| 4.  | „Mehki koraki rjovenja‟        | 7:27    |
| 5.  | „Vsak dan je jutri nov dan‟    | 2:12    |

## Osebje
Širom
- Ana Kravanja
- Samo Kutin
- Iztok Koren

Tehnično osebje
- Iztok Zupan – snemanje, produkcija, miks, mastering
- Marko Jakše – avtor naslovnice
- Nada Žgank – fotografija
- Eva Kosel – oblikovanje